# Joseph Wolfram
Joseph Matthias Wolfram, počeštěně Josef Matyáš Wolfram, uváděn též jako Josef Maria Wolfram (21. července 1789 Dobřany – 30. září 1839 Teplice), byl teplický, německy mluvící hudební skladatel a politik.

## Život

### Mládí a studia
Narodil se roku 1789 v Dobřanech u Plzně v dobře zajištěné rodině. Od šesti let hrál na klavír a již během svých gymnaziálních studií v Plzni začal hrát první skladby své vlastní provenience, mj. na popud učitele rétoriky p. Přikryla, jemuž talent nadějného mladíka neušel, pročež ho také přiměl k prvním kompozičním pokusům.
Wolframův skladatelský život se rozjel po příchodu do Prahy, kde na otcovo přání studoval práva. Vedle toho se pod vedením malostranského skladatele a hudebního teoretika Josefa Drechslera věnoval studiu harmonie, u Leopolda Koželuha se zase učil umění kontrapunktu. V této době skládal spíše komorní, především smyčcové kvartety a písně, v tomto čase ale také složil svou první a zároveň poslední symfonii.

### Mezi Prahou a Vídní
Na vrub státního bankrotu a s ním spojené ztráty otcova jmění odešel v roce 1811 do Vídně, kde jednak pokračoval ve studiu práv a jednak vyučoval hru na klavír v bohatých měšťanských domácnostech, za což si vysloužil ohlas a především stabilní příjem, díky čemuž mohl pokračovat ve skládání. Ve Vídni mj. složil svůj první hudebně-dramatický počin – komickou operu Ben Haly, která ovšem nikdy nebyla veřejně uvedena.
V této době se také si za ženu bere Annu Himmelfahrtovou. V roce 1813 se ovšem pod náporem práce a povinností zhroutil a spolu s manželkou se vrátil zpět do Prahy. Na otcův apel se v Praze věnoval právní praxi; složil závěrečné zkoušky a od roku 1816 pracoval jako soudní zapisovatel v Toužimi.

### Purkmistrem v Teplicích
Toužim nakonec vyměnil za Krupku pod Krušnými horami. Život a atmosféra hornické Krupky nabízela jeho skladatelské fantazii četné podněty a inspiraci. Život zde ubíhal o něco pomaleji nežli ve velkých městech a metropolích, na které byl dosud zvyklý. Živil se zde jako soukromý advokát, nicméně již v roce 1818, tedy pouhý rok po příjezdu do Krupky, mu bylo nabídnuto místo městského rady Krupky, které přijal.
Odpověď teplických, jejichž uším Wolframova pověst neunikla, na sebe nenechala dlouho čekat a již roku 1819 ho městská rada města Teplice pozvala na místo radního, uvolněné purkmistrem Aloisem Gollem. A již pět let nato, tedy roku 1824, byl Wolfram jmenován do funkce samotného purkmistra města Teplice, která mu vydržela až do smrti. Za jeho úřadování zažívalo lázeňské město zlaté časy. V této době město navštěvovala evropská smetánka a kulturní a politické osobnosti světového formátu. Wolfram byl společensky velmi obratný, oblíbený a všeobecně a uznávaný člověk. Svou přítomnost a pozornost věnoval nejen významným lázeňským hostům a návštěvníkům města, nýbrž i Tepličanům samotným. Často se procházel po Teplicích, kde se zdravil a hovořil s kolemjdoucími, byl též aktivním organizátorem společenského života v Teplicích. Účastnil se hojnosti kulturních akcí, kde často zaznívala Wolframova hudební díla, mnohdy pod jeho vlastním vedením.. Stejně tak premiéry svých skladeb, které probíhaly na předních evropských scénách – v Berlíně, Praze a Drážďanech, často řídil on sám. K jeho vlastním hudebním výstupům se nezřídka připojovali i sami hosté, např. Alexander von Humboldt (který byl mj. obsojným cellistou; Wolfram mu věnoval několik ze svých smyčcových kvartetů). Mezi jeho osobní hosty patřili také velikáni jako František Palacký, Niccolo Paganini a další.
Mezi Wolframovy nejzajímavější hudební počiny patřily opery. Ty skládal již dříve, nejlepší z nich ovšem vznikly právě zde v Teplicích. Často volil populární lidová, fantaskní, nadpřirozená, ale i historická a vážná témata. O jeho hudební dramata se začaly hlásit přední divadelní scény jako Dvorní divadlo v Drážďanech, Vratislavská opera nebo pražské Stavovské divadlo. Wolfram sám se stal jedním z hlavních lákadel lázeňského města. Jeho vrcholným dílem se ve spolupráci s významným saským literátem Carlem Borromäem von Miltitzem – který na toto téma o několik let dříve napsal novelu, kterou poté přepracoval do podoby operního libreta – stala hornická opera Der Bergmönch (česky Perkmon), jejíž světová premiéra zazněla roku 1829 ve Stavovském divadle. Opera měla úžasný ohlas, obzvláště vyzdvihována byla blízkost tematické látky ke skladatelovu působišti, Krušným horám a Podkrušnohoří. Zdaleka nejúspěšnější repríza se konala opět v Praze 8. října 1831 v předvečer oslav jmenin císaře Františka I. ve Stavovském divadle, kterou dirigoval sám autor.
Perkmona následovala řada dalších oper, za hudební zásluhy a péči o město Teplice sám císař propůjčil Wolframovi v roce 1835 Zlatou medaili za umění a vědu, o 3 roky později byl obdobně dekorován také ruským carem Mikulášem I. Krásnou zajímavostí rovněž je, že po poraženém polském Listopadovém povstání (1830 a 1831) ochotně poskytoval polským emigrantům přechodný azyl a ošacení.
V roce 1839 Wolframa zasáhlo blíže neznámé plicní onemocnění. I přes zdravotní komplikace se snažil plnit své povinnosti a připravit město na lázeňskou sezónu, komponovat, vítat důležité delegace, nakonec ovšem musel ulehnout na lůžko. Zemřel 30. září roku 1839 ve věku 50 let ve svém bytě na radnici. Slavnostní pohřeb se uskutečnil 3. října 1839; zúčastnily se ho důležité osobnosti Teplic a okolí, představitelé židovské obce a další významní hosté. Pohřben byl na tehdejším městském hřbitově, na témže místě leží dodnes.
Wolframova smrt měla na jeho rodinu (ženu Annu a 8 dětí – 5 synů a 3 dcery) tíživý finanční dopad, rodina nebyla dobře zajištěna. Jeho četné známosti naštěstí pomohly – když se o neutěšené situaci pozůstalé rodiny doslechl Gasparo Spontini (toho času hudební ředitel Královské opery v Berlíně), uspořádal provedení Weberovy opery Oberon s doprovodným večerním programem, kam pozval významné umělce tehdejšího Berlína a výtěžek věnoval rodině Wolframových.

## Dílo

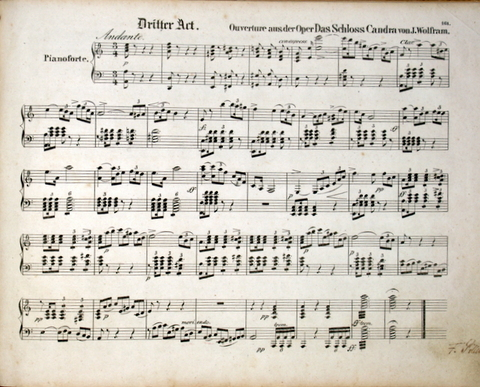
Předehra ke třetímu jednání opery Das Schloß Candra

Přestože hudba nebyla Wolframovým hlavním zaměstnáním, dále pokračoval v komponování. Zvláště úspěšné byly jeho opery:
- Ben Haly (skladatelova dramatická prvotina, zkomponována ve Vídni, nikdy nebyla oficiálně uvedena)
- Diamant oder Parapluiemacher Staberl in der Türkei (komická opera, první dramatický počin zkomponovaný v Teplicích, 1821, Teplice)
- Herkules (1826, Drážďany)
- Maja und Alpino oder Die bezauberte Rose (libreto Emanuel Gehe, 24. května 1826, Praha)
- Alfred (libreto August von Kotzebue, 1824, Berlín)
- Die Normannen in Sizilien (libreto Emanuel Gehe, 1828, Drážďany)
- Prinz Lieschen (libreto Emanuel Gehe,1829, Praha)
- Der Bergmönch (opera na téma krušnohorské legendy o nadpřirozených bytostech, zasazená do hornického prostředí, libreto Carl Borromäus von Miltitz, 3. října 1829, Praha)
- Das Schloß Candra (libreto Emanuel Gehe, 1. prosince 1832, Drážďany)
- Drakäna, die Schlangenkönegin (zkomponováno k příležitosti narozenin korunního prince Fridricha Viléma[nepřesný odkaz], libreto Hermann Meynert, 1834, Berlín)
- Beatrice (existuje pouze poničená partitura, ze které jsou čitelné jen fragmenty, 1837)
- Wittekind (autorovo poslední dílo na téma staré saské legendy, považováno za ztracené, nebylo nikdy uvedeno)

Opera Alfred byla prý natolik úspěšná, že vedení Stavovského divadla zvažovalo náhradu kapelníka Carl Maria von Webera Josephem Wolframem, tuto nabídku však nepřijal.
Kromě oper komponoval i hudební komedie, písně, symfonie, smyčcové kvartety a klavírní skladby.

## Jméno
V otázce podoby jména J. Wolframa nepanuje shoda. V matrice narozených je zapsán jako Joseph Wolfram (bez druhého křestního jména). V běžné komunikaci používal jen své křestní jméno a příjmení (tedy Joseph Wolfram), při vlastnoručním podpisu pak jen samotné příjmení. V přepisu manuskriptu Wolframovy autobiografie se lze dočíst: „Ich, Joseph Mat. Wolfram, wurde am 21. Juli 1789 zu Dobrzan (…) geboren.“ On sám zde psal zkratku svého prostředního jména „Mat.“ – tedy pravděpodobně Matthias či Mathias, česky Matyáš.
Přesto je jako varianta též uváděno prostřední jméno Maria (např. v Dějinách hudby v Čechách a na Moravě od Josef Srba-Debrnova, z roku 1891, Českém hudebním slovníku či v internetových příspěvcích bez uvedení zdroje).
Muzikolog Mgr. Tomáš Spurný na základě revize zápisů z dobřanské kroniky prosazuje tezi, že Wolfram vůbec žádné druhé jméno neměl, a že Matthias či Maria jsou prostě jen vžitou chybou.

## Wolframův odkaz
Jedním z do současnosti přetrvávajících Wolframových příspěvků do veřejného a kulturního dědictví a života Teplic je, že se zasadil o založení lázeňského orchestru (do té doby teplická hudební scéna postrádala stabilní orchestrální těleso, což znemožňovalo koncepční, kontinuální práci a rozvoj). Přes zprvu finančně nelehké začátky se nově vzniklé „Bademusikgesellschaft“ (neboli „Lázeňské hudební společnosti“) podařilo udržet a již na počátku 30. let 19. století se tato teplická kapela stala vyhledávaným působištěm mladých absolventů hudebních škol v širokém okolí. Zásadní změnou v působení orchestru byla reorganizace nařízená litoměřickým hejtmanstvím v roce 1838, na jejímž základě byl teplický orchestr sloučen s konkurenční šanovskou kapelou. Post dirigenta a ředitele zastával ve době Wolframova působení Joseph Rohn, taktovku ovšem purkmistrovi často předával, většinou při uvedeních jeho vlastních skladeb. Orchestr se pod skladatelovým vedením setkával se značným úspěchem. Byl to právě tento malý městský orchestr, který se později proměnil a vyvinul v Severočeskou filharmonii, která v Teplicích působí dodnes.
Katalogizací díla Josepha Wolframa se zabývá muzikolog Tomáš Spurný. Wolframova díla provádí v rámci kulturní osvěty a znovuobjevování autorů regionu např. teplický vokálně-instrumentální soubor Collegium hortense (pod záštitou Trautzlovy umělecké společnosti) v čele s Janem Zástěrou.